# 小笠原鑅次郎
小笠原 鑅次郎（おがさわら こうじろう、1861年1月27日（万延元年12月17日） –　1932年（昭和7年）12月25日）は、日本の実業家、官僚。安田財閥の幹部。

## 概要
1860年、出羽国新庄藩の代官職を代々務める小笠原家の次男として出生。栃木県師範学校卒業後、中江兆民の仏学塾にて歴史、法律、哲学を研究し、1889年に明治法律学校を卒業。大蔵省銀行局に出仕し、銀行業界の監督、向上に尽力。1893年の商法施行により、私立銀行の監督権が大蔵省に帰すると、その任に当たった。
四大財閥のひとつで、当時、日本最大の金融資本を誇った安田財閥の創設者である安田善次郎の知遇を受けたことにより、1894年、安田銀行に入行。福岡十七銀行破綻の際には、善次郎の命を受け、取締役として整理改革にあたり、短期間で更生させた。更に、財閥の中心である安田保善社の筆頭理事（安田家出身者以外のトップ）などを務めた後、1923年に辞任した。その後、第十七銀行、大垣共立銀行、小倉石油、興亜起業の各取締役、大日本人造肥料（日産化学）、中央開墾、沖電気の各監査役を務めた。

## 親族
- 長男 光雄：三菱銀行頭取、成蹊学園理事長
  - 妻 貞子：市村瓚次郎（東京帝国大学名誉教授、國學院大學学長）の長女
  - 二男 光明：三菱自動車工業常務
  - 長女 絢子：後藤義夫（帝国データバンク社長）の妻
- 二男 光寿：逓信省郵務局長
  - 妻 弘子：鈴木庫太郎（日本銀行新潟支店長、藤田組理事）の三女
  - 二男 光孝：同妻・節子（松島武夫（山之内製薬社長）の長女）
- 四男 光忠：富士銀行取締役、京浜急行専務
  - 妻 圃子：益田達（東京帽子会長、益田孝（男爵、三井合名理事長）の甥）の三女
- 五男 光信：大阪大学教授・工学部長
- 三女 寿：志賀隆雄（志賀虎一郎（日本銀行新潟支店長・株式局長）の長男）の夫